# سيرجيو كورينو
سيرجيو كورينو (بالإسبانية: Sergio Corino) (ولد في 10 أكتوبر 1974) هو لاعب كرة قدم إسباني يلعب كمدافع.

## روابط خارجية
- سيرجيو كورينو على موقع الاتحاد الدولي (مؤرشف)  (الإنجليزية)
- سيرجيو كورينو على موقع قاعدة بيانات كرة القدم.إي يو (الإنجليزية)
- سيرجيو كورينو على موقع أوليمبيديا (الإنجليزية)